# Prescott (Arizona)
Prescott és una població dels Estats Units a l'estat d'Arizona. Segons el cens del 2007 tenia 43.217 habitants.

## Demografia
Segons el cens del 2000, Prescott tenia 33.938 habitants, 15.098 habitatges, i 8.968 famílies La densitat de població era de 353,5 habitants/km².
Dels 15.098 habitatges en un 18,1% hi vivien nens de menys de 18 anys, en un 48,7% hi vivien parelles casades, en un 7,9% dones solteres, i en un 40,6% no eren unitats familiars. En el 32,1% dels habitatges hi vivien persones soles el 15,2% de les quals corresponia a persones de 65 anys o més que vivien soles. El nombre mitjà de persones vivint en cada habitatge era de 2,11 i el nombre mitjà de persones que vivien en cada família era de 2,62.
Per edats la població es repartia de la següent manera: un 15,9% tenia menys de 18 anys, un 11,2% entre 18 i 24, un 18,9% entre 25 i 44, un 27,3% de 45 a 60 i un 26,8% 65 anys o més.
L'edat mediana era de 48 anys. Per cada 100 dones de 18 o més anys hi havia 94,3 homes.
La renda mediana per habitatge era de 35.446 $ i la renda mediana per família de 46.481 $. Els homes tenien una renda mediana de 31.834 $ mentre que les dones 22.982 $. La renda per capita de la població era de 22.565 $. Aproximadament el 7,4% de les famílies i el 13,1% de la població estaven per davall del llindar de pobresa.

## Poblacions més properes
El següent diagrama mostra les poblacions més properes.